# Hypselodoris orsinii
Hypselodoris orsinii is een kleine zeenaaktslak die behoort tot de familie van de Chromodorididae. Deze slak leeft in het westen van de Middellandse Zee. Deze soort wordt vaak verward met de Hypselodoris tricolor.
Kenmerkend voor deze slak is felle paarse of blauwe kleur met witte omrandingen. Over de rug loop een dorsale witte lijn. De kieuwen en de rinoforen zijn blauw. Ze wordt, als ze volwassen is, zo'n 2 cm lang. Ze voeden zich voornamelijk met sponzen.